# سیارک ۱۷۹۳۳
سیارک ۱۷۹۳۳ (به انگلیسی: 17933 Haraguchi، نامگذاری:1999GM36) هفده هزار و نهصد و سی و سومین سیارک کشف شده‌است که در ۱۲ آوریل ۱۹۹۹ کشف شد.
قدر مطلق سیارک برابر ۱۵.۵ است.